# Sierlijk vetkruid
Sierlijk vetkruid (Sedum forsterianum, synoniem: Petrosedum forsterianum) is een overblijvende plant uit de vetplantenfamilie (Crassulaceae). De soort komt van nature voor in Europa en is inheems in Wallonië. Het aantal chromosomen is 2n = 24, 48, 72 of 96.
De plant wordt 15-30 cm hoog en vormt bladrozetten. De stengels zijn rechtopstaand. De dikke, kort stekelpuntige bladeren zijn halfrond of elliptisch en zitten dicht op elkaar. De bladen zijn aan de voet verlengd tot een soort spoor. De afgestorven bladeren zijn zwart en blijven aan de stengel zitten.
De blaadjes zitten dicht opeengedrongen aan de top van de niet-bloeiende scheuten. Ze worden zwart na afsterven (lang blijvend). In omtrek zijn ze elliptisch, stomp en kort stekelpuntig. Bloemen Tweeslachtig (een bloem met zowel mannelijke als vrouwelijke geslachtsorganen). De gele bloemen zijn 1,1 tot 1,2 cm in doorsnee. De kroonbladen zijn drie keer zo lang als de kelkbladen en niet of zwak gekield. De stompe kelkbladen zijn 1,8 tot 2,2 mm lang, de helmdraden zijn kaal, evenals de vruchtbeginsels. Vruchten Een doosvrucht. Tweezaadlobbig (kiemend met twee kiemblaadjes).
Sierlijk vetkruid bloeit in juni en juli met gele, 11-12 mm grote bloemen. De bloeiwijze is een tuil. De niet-verdikte kelkblaadjes zijn plat en stomp. Er zijn per bloem vijf tot acht kroonbladen. De kroonbladen zijn drie keer zo lang als de kelkbladen en niet of zwak gekield. De helmdraden en het vruchtbeginsel zijn kaal.
De vrucht is een doosvrucht.

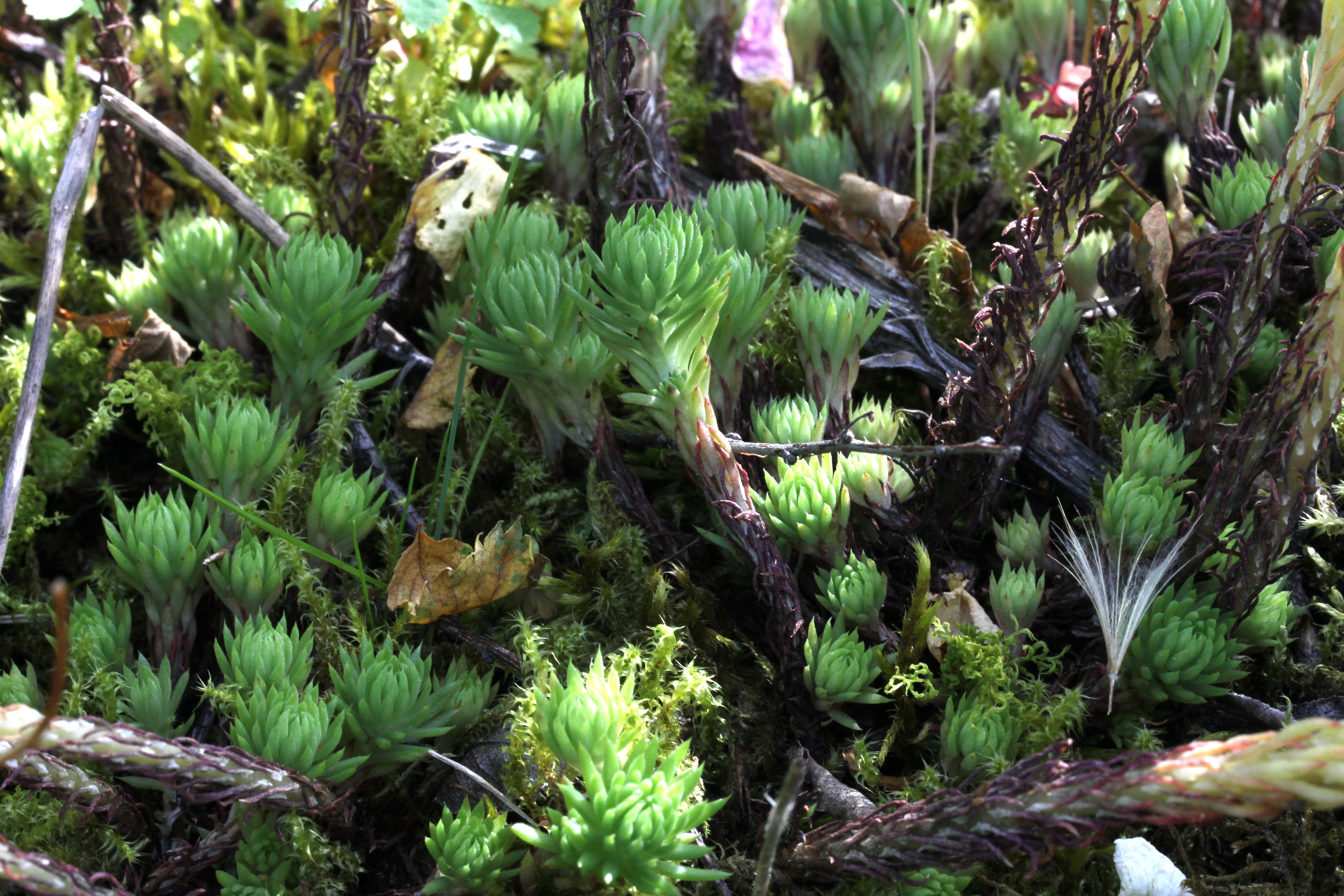
Plant
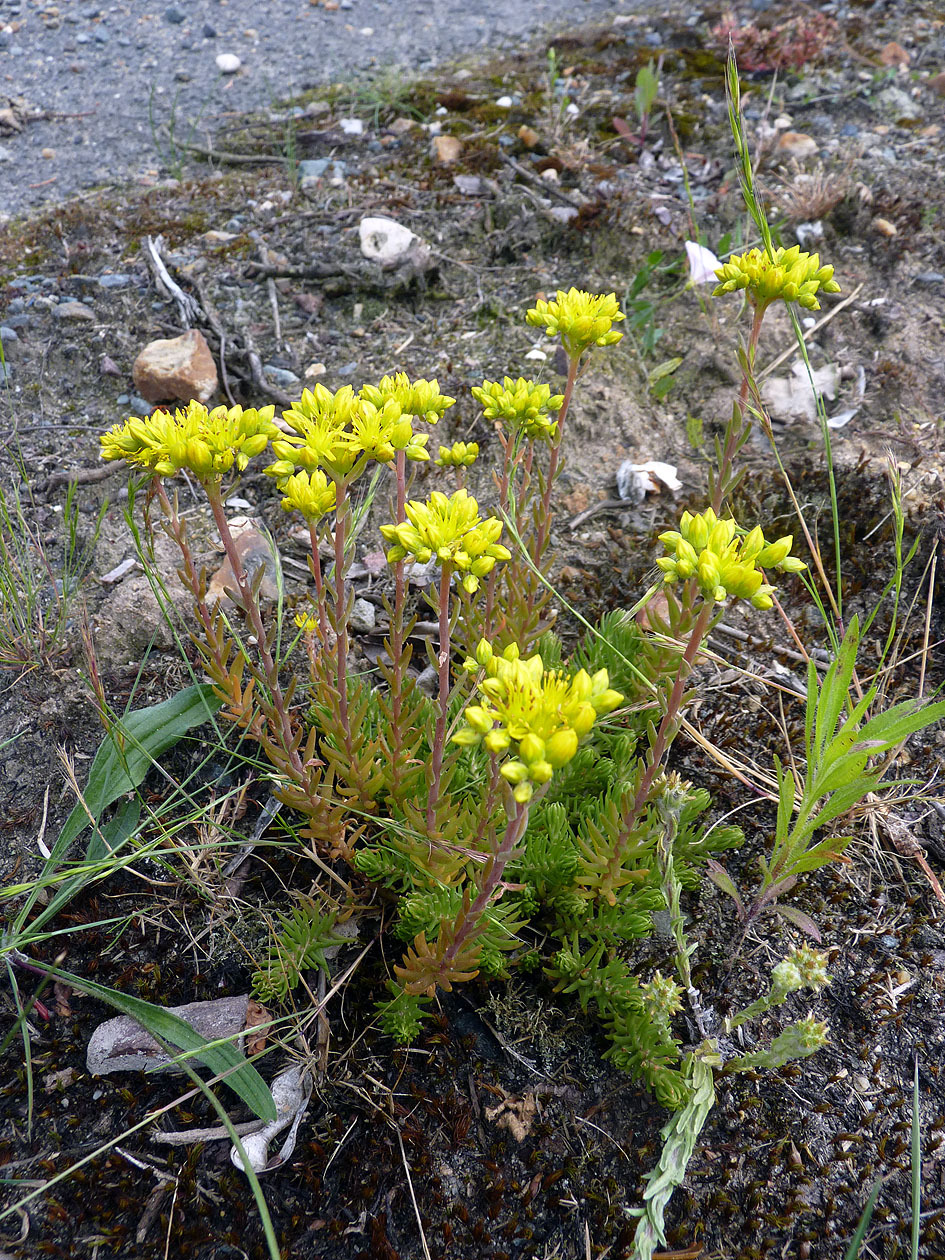
Plant
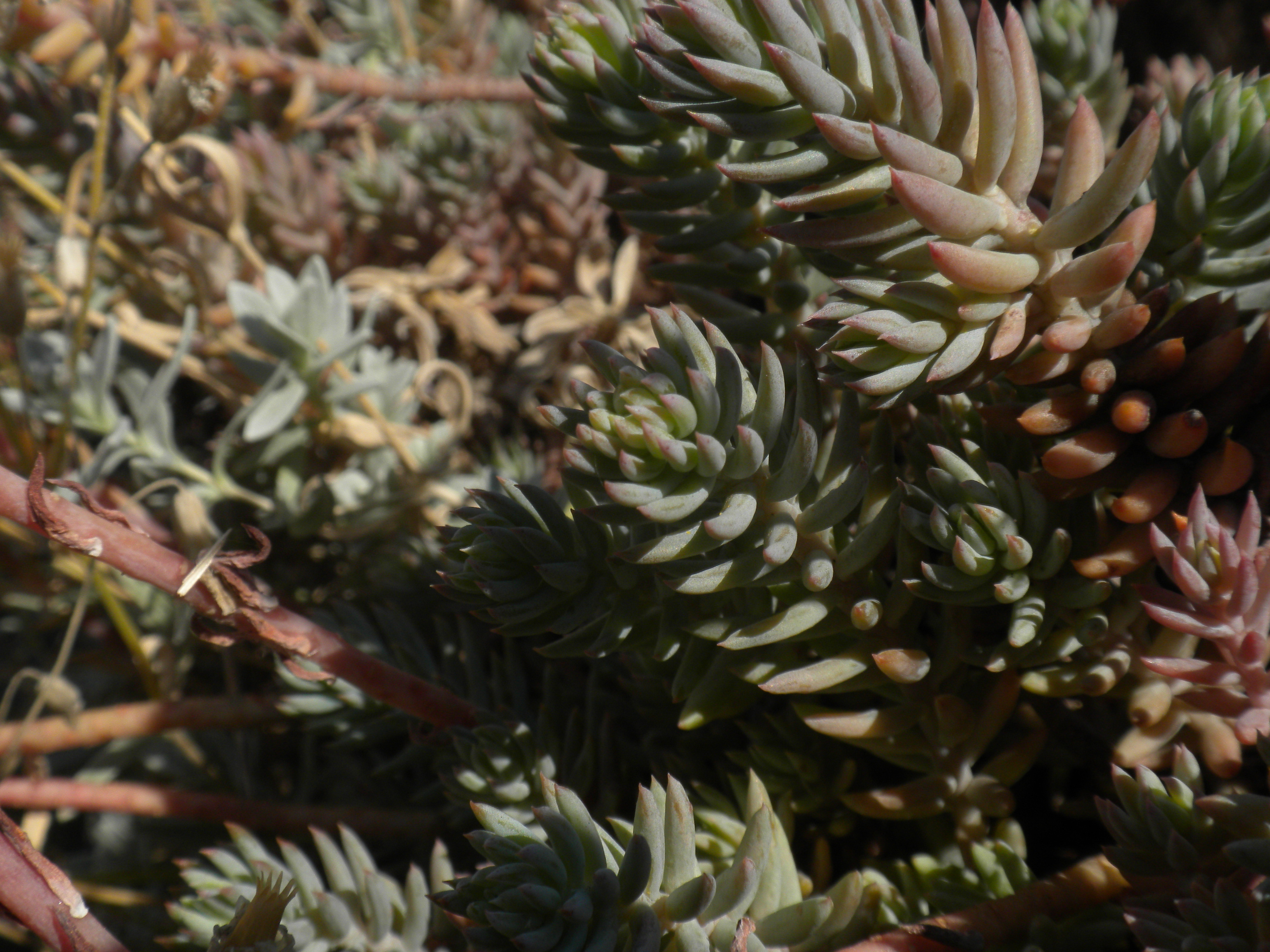
Blad
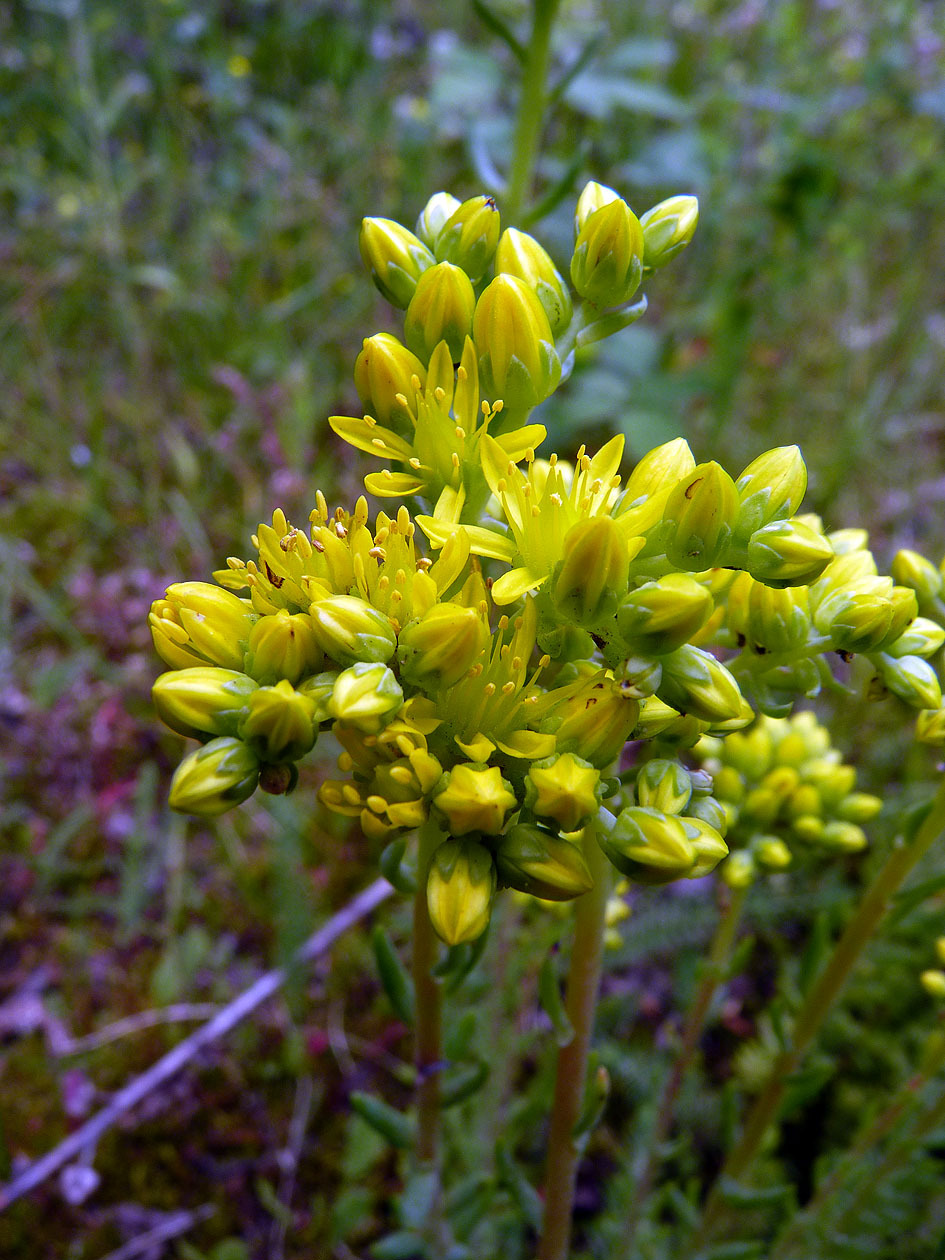
Bloeiwijze
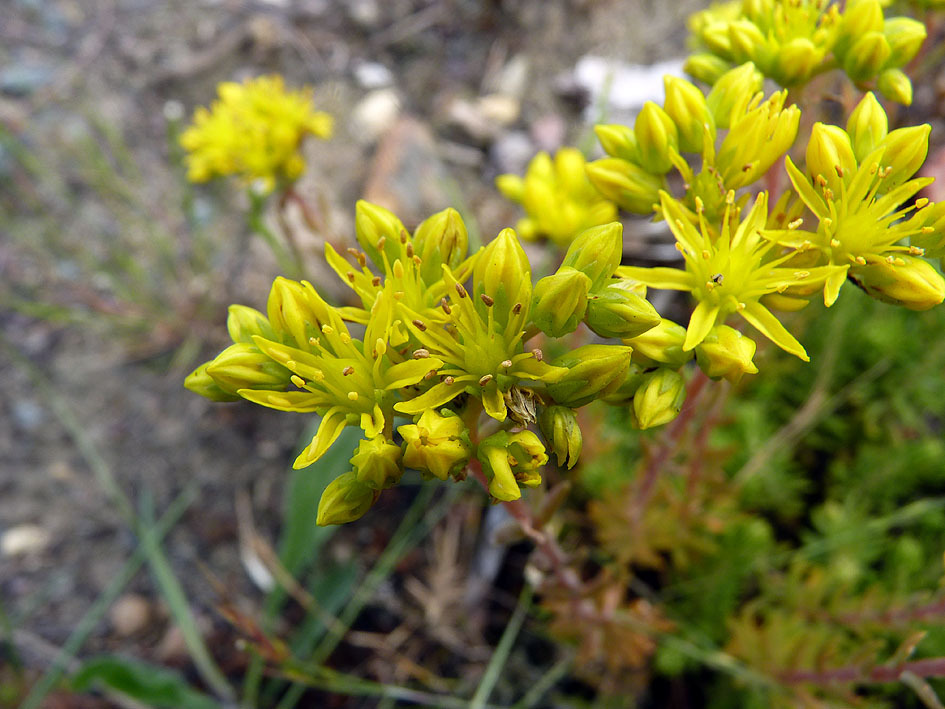
Bloem
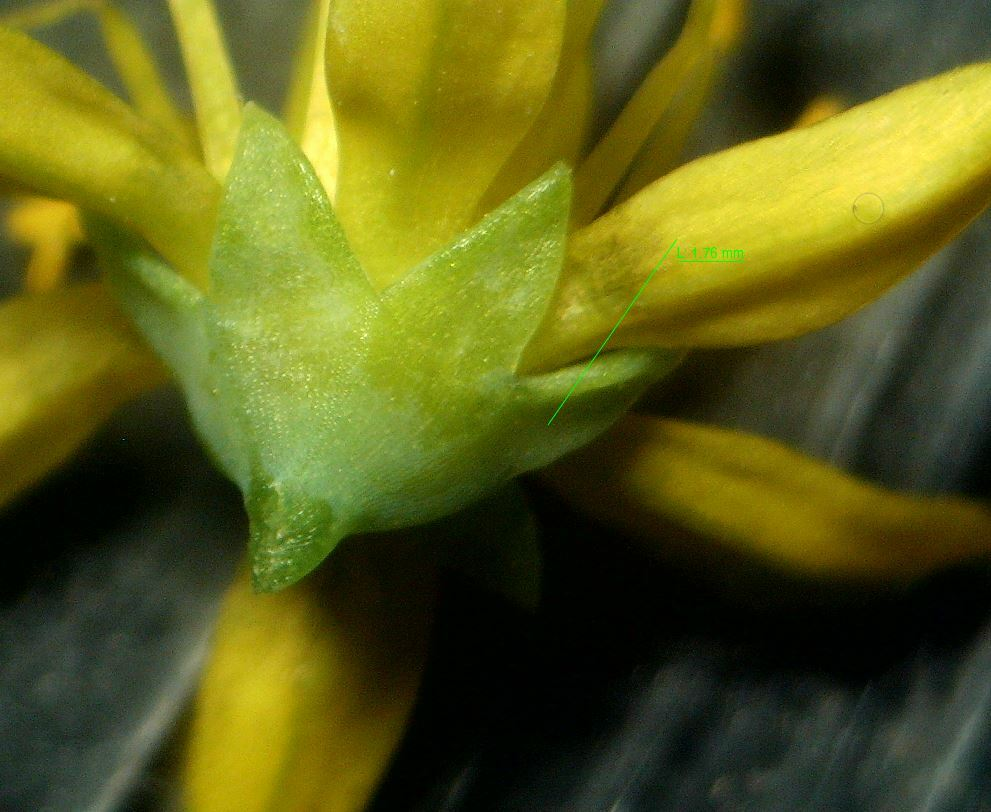
Kelk

Sierlijk vetkruid staat op open, zonnige tot iets beschaduwde, uitgesproken stikstofarme, droge tot soms iets vochtige, matig voedsel- en vrij kalkarme zandgrond en (losse) stenige grond. De overblijvend, kale en wintergroene plant groeit in haar oorsprongsgebied op rotsen en puinhellingen, in graslanden op droge, kiezelrijke bodems en op zandige plaatsen in riviergebieden, in (vochtige) hellingbossen en op muren. Nederland en België liggen aan de westelijke begrenzing van een Europees areaal. De soort werd vroeger aangetroffen in het rivierengebied en werd voor het laatst in het wild gevonden langs de Maas bij Maastricht in 1873. Tegenwoordig is ze op een tweetal plaatsen in het noorden van het land aangetroffen, maar haar status is onbekend. Sierlijk vetkruid dat als sierplant in cultuur is, lijkt sterk op tripmadam en wordt daarmee mogelijk (vaak?) verwisseld omdat ze niet in Heukels' Flora van Nederland is opgenomen. Binnen de in Nederland aanwezige geelbloeiende Sedum-soorten met rolronde en halfronde bladeren is sierlijk vetkruid van de andere soorten te onderscheiden door de duidelijk meer dan 10 mm lange, afgevlakte en duidelijk gespoorde bladeren die een spitse top hebben. Bij tripmadam zijn de bladen niet afgevlakt, maar rolrond. Karakteristiek zijn verder de afgestorven, maar niet afvallende bladeren onder de top van de niet-bloeiende scheuten.